# Nikólaos Skoufás
Pour la subdivision, voir Nikolaos Skoufas (dème).
Nikólaos Skoufás (grec moderne : Νικόλαος Σκουφάς ; 1779 près d'Árta – 1818 ou 1819) est un révolutionnaire grec, fondateur de la Filikí Etería.
Il fut apothicaire, secrétaire commercial et chapelier.
En 1814, à Odessa, il fonda la Filikí Etería avec Athanásios Tsakálof et Emmanouíl Xánthos le 14 septembre (julien) 1814.
Il fut membre de la Franc-maçonnerie.